# Підсрібник габовий
Підсрібник габовий (Speyeria aglaja) — вид денних метеликів родини сонцевиків (Nymphalidae).

## Назва
Латинська назва виду дана на честь персонажу грецької міфології Аглаї — однієї з трьох грацій, дочок Зевса та Евріноми.

## Поширення
Вид поширений в Європі, Північній Африці і помірній Азії від Марокко до Японії. В Україні досить поширений по всій території, крім південних районів степової зони.

## Опис
Довжина переднього крила 30 мм. Метелик зі стрімким польотом і мінливим малюнком чорних плям на коричневому фоні. На задніх крилах і на вершині передніх знизу зеленуватий відтінок з сріблястими плямами.

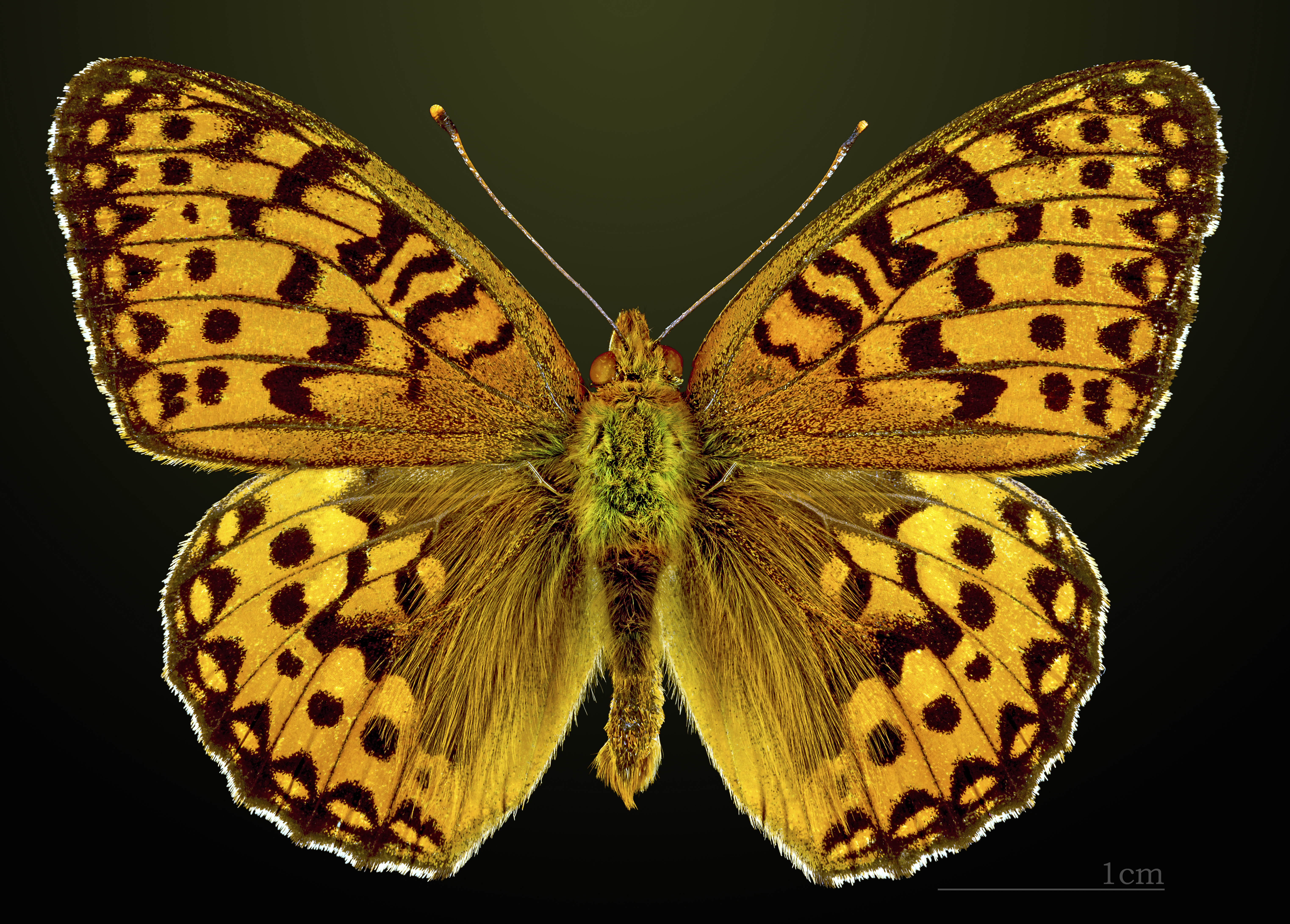
Дорсальна (верхня) сторона
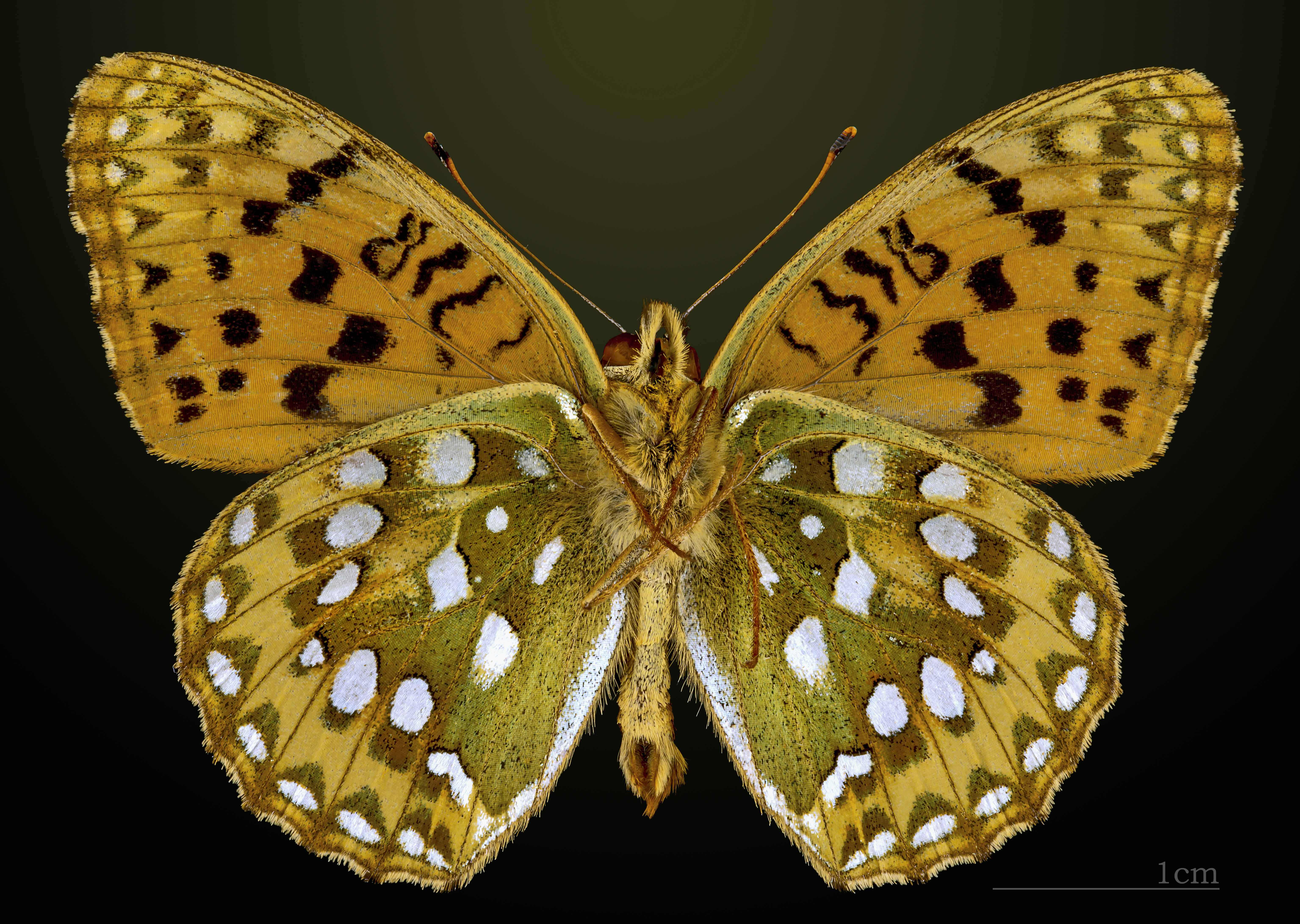
Вентральна (нижня) сторона

## Спосіб життя
Метелики літаються з червня до початку вересня. Трапляються на різноманітних луках, галявинах, узліссях, обабіч доріг. Самиці відкладають яйця поштучно або на фіалки, або на прилеглі рослини. Гусениці вилуплюються через 2-3 тижні після відкладання. Вони практично не харчуються і йдуть на зимівлю в першому віці. Іноді зимують дозрілі яйця. Гусениці живляться фіалкою собачою (Viola canina) або фіалкою високою (Viola elatior). Заляльковуються в легкому просторому коконі між стеблами рослин, поблизу від поверхні ґрунту.